# Hundfjället
Hundfjället är ett fjäll i Sälenområdet i Dalarna. Höjd 925 m ö.h. Dal 610 m ö.h. Det är även ett av Skistars fyra skidområden i Sälenfjällen. Hundfjällets backar är varierande. Topprestaurang Lyktan är belägen på fjällets östra berg. Här finns 3 stolliftar. Väggenbanan är en 4-stolslift som är belägen vid den branta nedfarten ”Väggen”. East och West Express, som är två 8-stolsliftar, används betydligt mer. East Express invigdes 2003 och West Express invigdes 2018. Från Hundfjället går en förbindelselift till Tandådalen. West Express är en av Skandinaviens modernaste skidliftar med inbyggd värme och med en glasskärm som går att fälla ned över liften för att minska vinden.
Övriga skidanläggningar i Sälenområdet är Kläppen, Lindvallen, Högfjället, Tandådalen, 
Stöten och Näsfjället.
I södra delen av fjället ligger naturreservatet Hundfjället.

## Trollskogen
Trollskogen är en nedfart som är väldigt populär bland barn och unga. Det finns trätroll och andra träfigurer längs nedfarten gjorda av Alf Skaneby. Snowboard är inte att rekommendera då spåret är smalt, guppigt och fullt med folk. 
Det första man ser när man kommer in i Trollskogen är trollet "Åke Skider".

## Historia
1966 startade Hundfjället med en 2-stolsbana.1973 tillkom en vinkel-släplift vid namn Vinkelliften som fortfarande finns kvar.

## Bilder

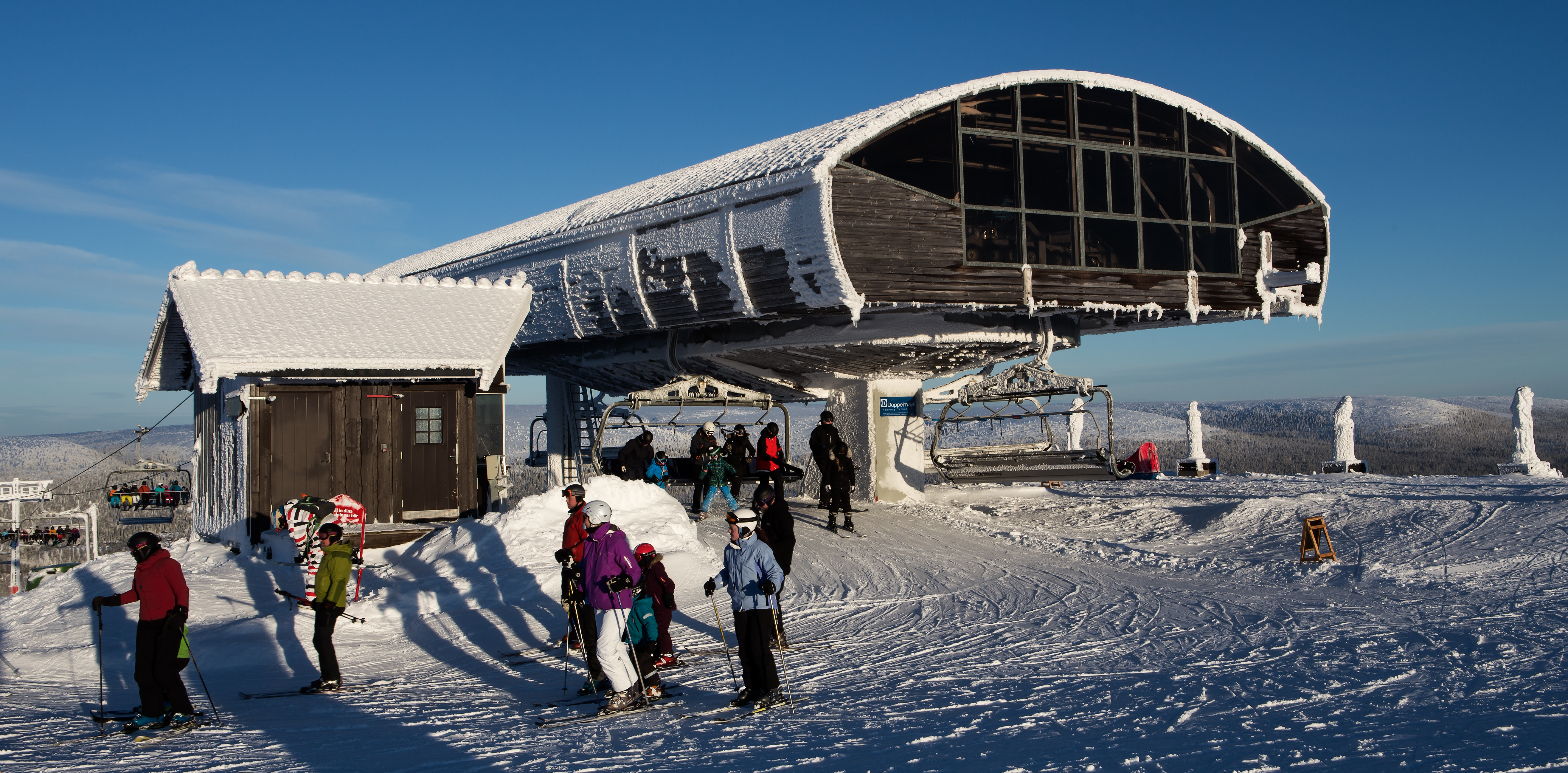
Toppstationen för åttastolsliften East Express.
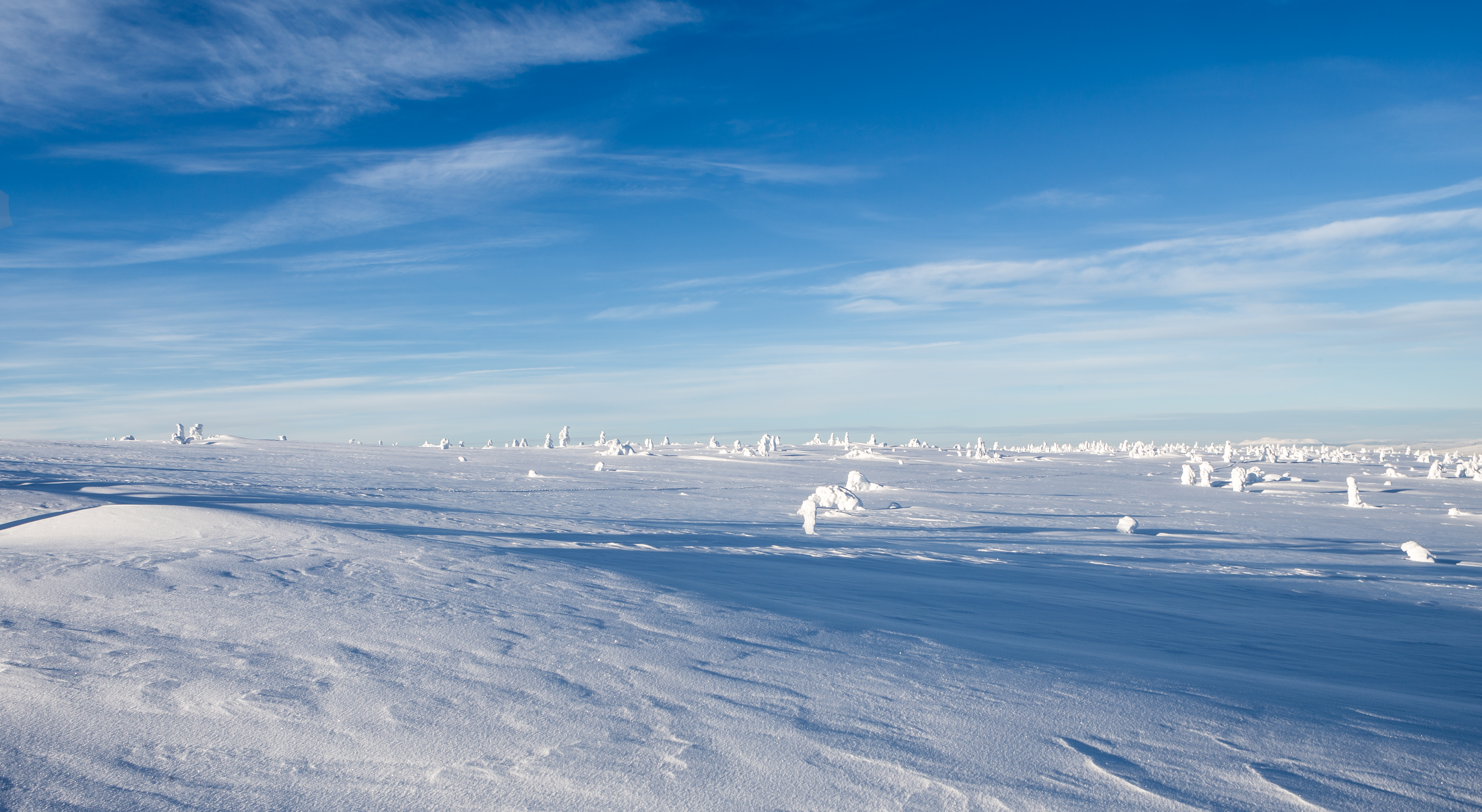
På toppen av fjället
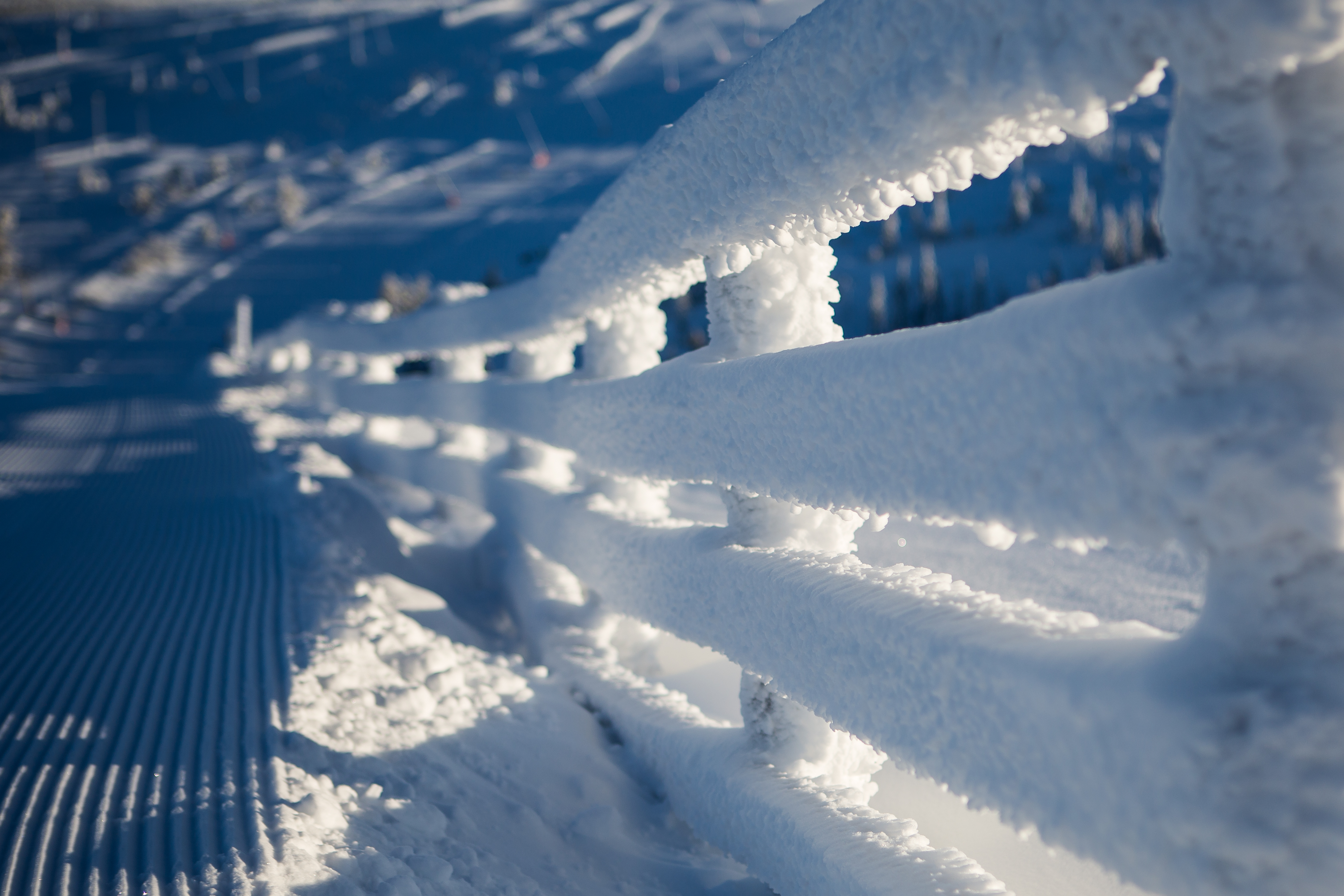
Snöstaket vid en av pisterna
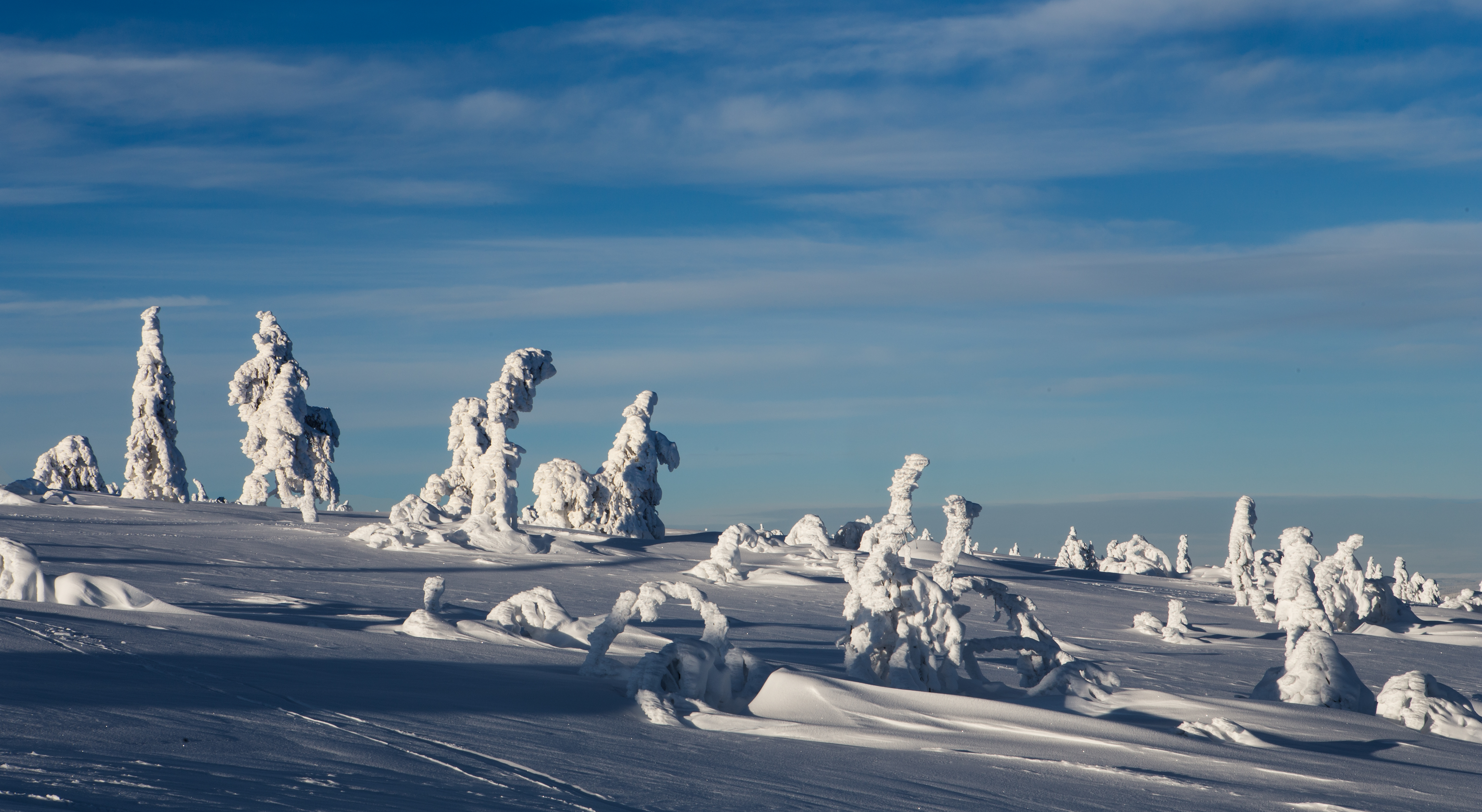
Träd uppe på fjället
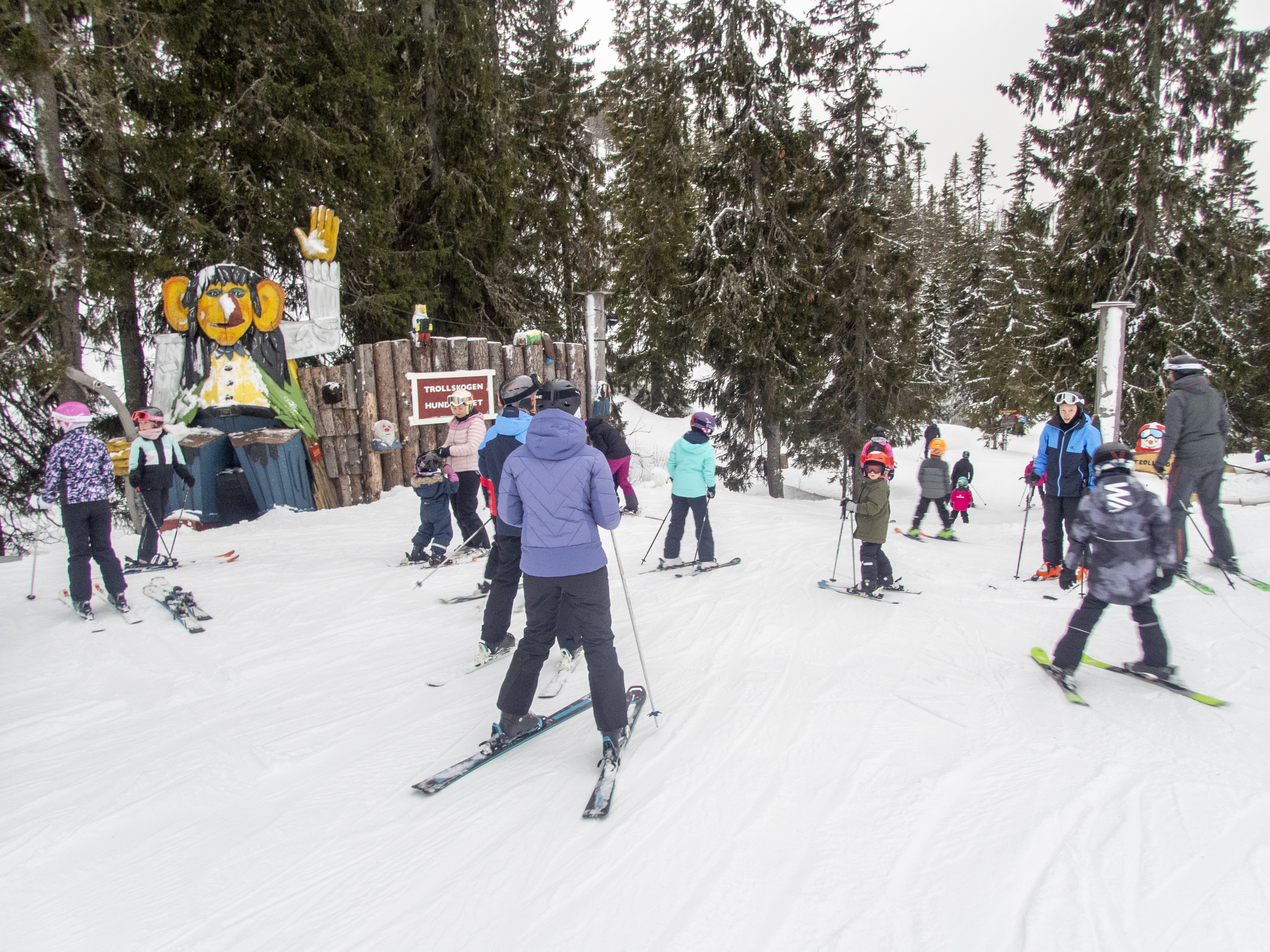
Trollskogen